# Rosen Wasilew
Rosen Minczew Wasilew (bg. Росен Минчев Василев; ur. 12 lutego 1966) – bułgarski zapaśnik walczący w stylu wolnym. Olimpijczyk z Barcelony 1992, gdzie zajął czwarte miejsce w kategorii 62 kg.
Srebrny medalista mistrzostw świata w 1990. Zdobył dwa medale na mistrzostwach Europy, w tym srebro w 1992. Wicemistrz Europy juniorów z 1985 roku.
- Turniej w Barcelonie 1992

Pokonał Vicente Cáceresa z Hiszpanii, Anibála Nievesa z Portoryko, Dariusza Grzywińskiego i Muse Ilhana z Australii. Przegrał z Askari Mohammadijanem z Iranu i w pojedynku o trzecie miejsce z Kubańczykiem Lázaro Reinoso.